# 草の根民主主義
草の根民主主義（くさのねみんしゅしゅぎ、英語: Grassroots democracy）とは、「草の根」の一般市民一人一人が積極的に政治に参加すること、またはそのような政治形態。草の根からの民主主義とも言われる。

## 概要
政治プロセスの一形態として捉えられるが、一般市民の意見を反映させるべきとする思想を指すこともある。既存の特定の政策に傾倒した大組織や富裕層によるものと対概念をなす。ジェファーソン流民主主義に淵源を持ち、フランクリン・ルーズベルトが用語を作ったとされる。市民活動や住民運動といった手法がとられる。アメリカ中西部で根付いたとされ、米国の地域政治のあり方などに用いられる。